# Christian Andersen
Christian Andersen (Vroue, 18 juni 1967) is een Deens voormalige professioneel wielrenner. Hij reed voor onder meer Home-Jack & Jones, de voorloper van Team Saxo Bank.
Andersen deed namens Denemarken mee aan de Olympische Spelen van 1992 (Barcelona), op de wegrit. Hij eindigde als 18e, op 35 seconden achterstand.

## Belangrijkste overwinningen
1990
- 5e etappe Ronde van België

1992
- 4e etappe Milk Race

1993
- Ronde van Mendrisio
- 5e etappe Milk Race
- 7e etappe Milk Race

1994
- 5e etappe (b) Boland Bank Tour
- 4e etappe (b) Regio Tour

1995
- 5e etappe Ronde van Oostenrijk
- 1e etappe GP Tell

1996
- 3e etappe Ronde van Rijnland-Palts

1998
- 2e etappe Ster van Bessèges

1999
- Bergklassement Tour Down Under
- 9e etappe Herald Sun Tour

## Grote rondes
Geen